# لويز دوس سانتوس
لويز دوس سانتوس (بالبرتغالية: Luiz dos Santos‏) هو مجدف برازيلي، ولد في 5 أبريل 1952 في ساو باولو في البرازيل.

## وصلات خارجية
- لويز دوس سانتوس على موقع الاتحاد الدولي للتجديف (الإنجليزية)
- لويز دوس سانتوس على موقع أوليمبيديا (الإنجليزية)